# Papilio hornimani
Papilio hornimani är en fjärilsart som beskrevs av William Lucas Distant 1879. Papilio hornimani ingår i släktet Papilio och familjen riddarfjärilar.
Artens utbredningsområde är Tanzania. Inga underarter finns listade i Catalogue of Life.

## Bildgalleri

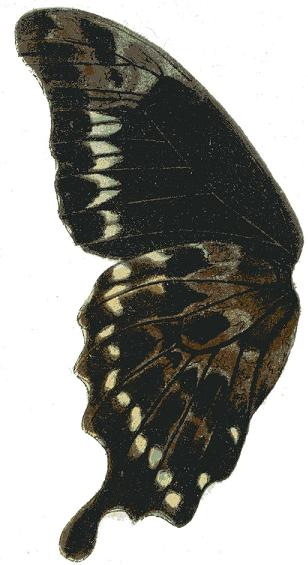
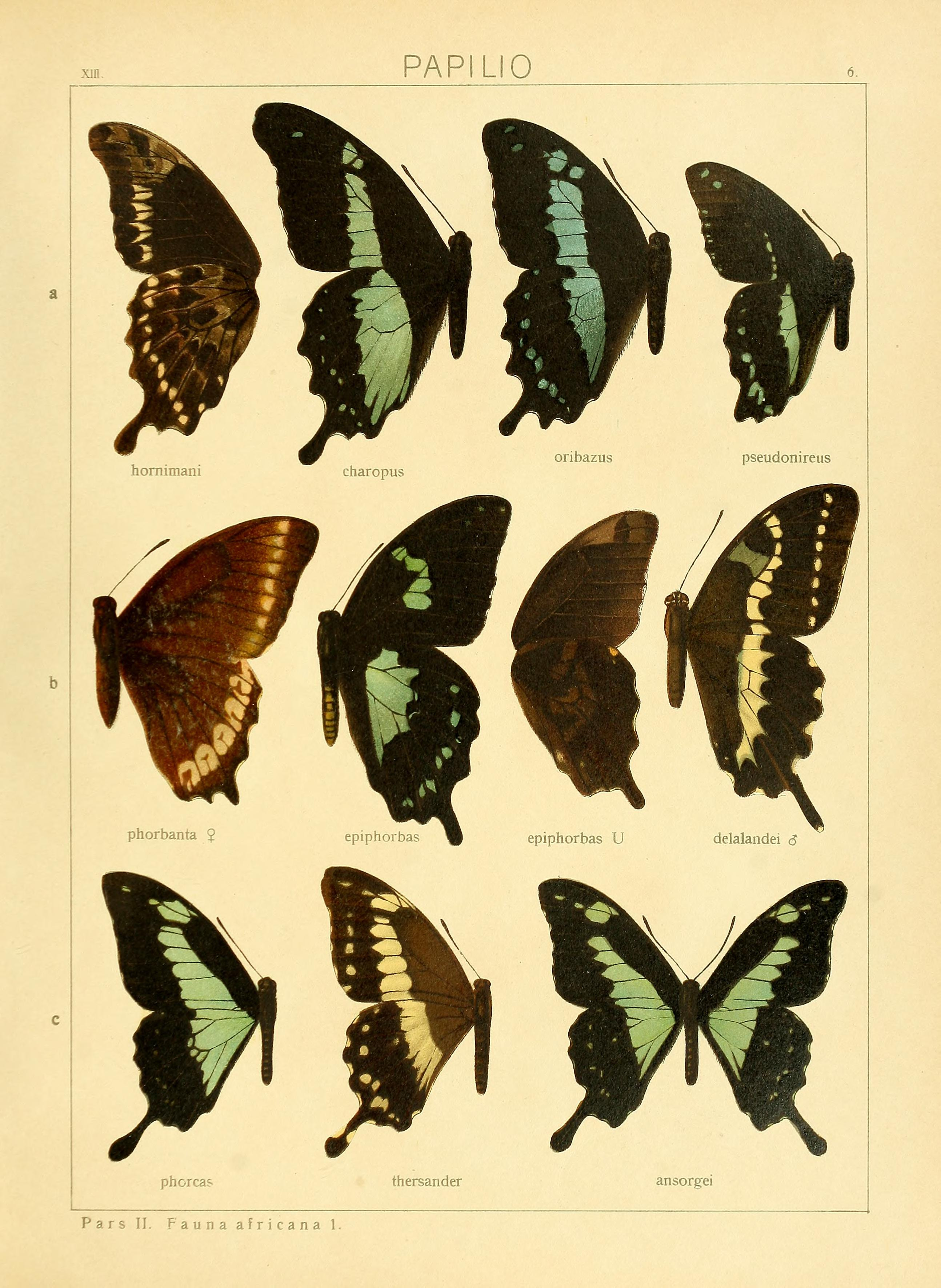